# Гадаба (народ)

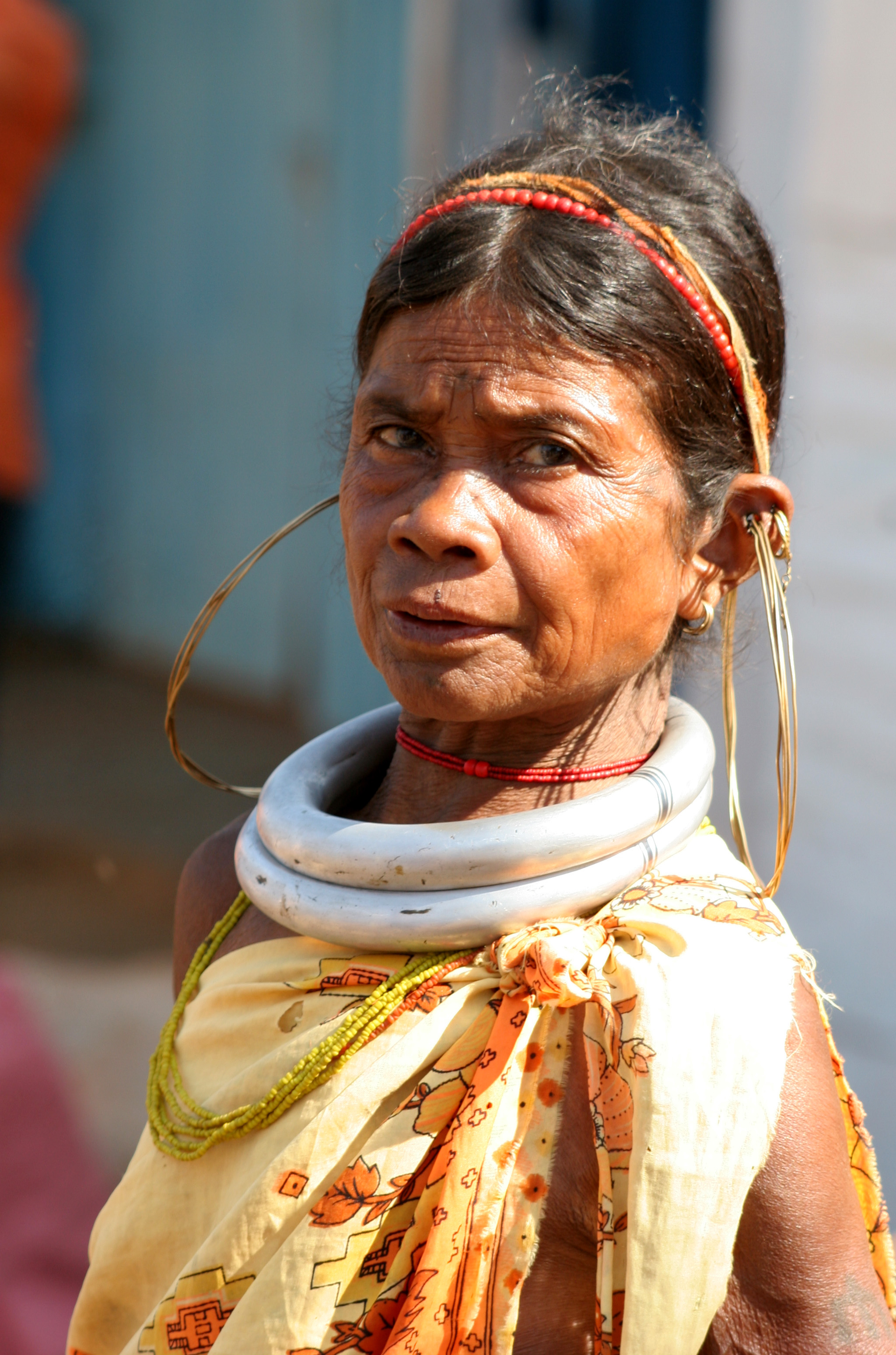

Гадаба, гатхан (самоназвание), народ группы мунда в Индии (горные районы шт. Орисса). Численность 45 тыс. чел. Говорят на яз. гадаба, или гутоб. Диалекты: гадба, содиа (бодо-гадаба). Некоторые говорят на яз. соседних ория.

## Быт
Традиционные занятия — ручное подсечно-огневое земледелие (просо, овощи), скотоводство (свиньи, куры), охота на кабанов, оленей, зайцев, собирательство. Поселения небольшие, обнесены плетнем. Круглые хижины на деревянных каркасах, обмазанных глиной, не имеют окон. Мужская одежда — набедренная повязка, женская — сари, обычно красное, в праздники полосатое. Гадаба носят бусы, браслеты, цветные шнуры, кольца в ушах и нocy. Основная пища — просяная похлёбка с овощами, иногда мясо. Сохраняются пережитки родо-плем. организации (деление на родовые группы).

## Верования
Придерживаются традиционных верований. Народ гадаба почитают солнце, луну, духа охоты, особенно-богиню оспы, приносят ей жертвы